# Steve Antin
Steven Howard „Steve” Antin (ur. 19 kwietnia 1958 w Queens, dzielnicy Nowego Jorku) – amerykański aktor, kaskader, także telewizyjny producent wykonawczy, okazjonalnie scenarzysta i reżyser.

## Życiorys
Ma dwóch braci Neila, operatora filmowego, i Jonathana (ur. 16 sierpnia 1967), stylistę fryzur, oraz jedną siostrę, choreografkę i aktorkę Robin (ur. 6 lipca 1961).
Jako dwudziestoparolatek przeprowadził się do Los Angeles w stanie Kalifornia, gdzie wystąpił w wideoklipie Ricka Springfielda „Jessie's Girl” (1981) i uzyskał pierwszą rolę filmową − Ricka, ulubieńca dziewcząt, w młodzieżowej tragikomedii Ostatnia amerykańska dziewica (The Last American Virgin, 1982). Wystąpił następnie jako nastoletni Hank Burke w slasherze Sweet 16 (1983) z Bo Hopkinsem i Daną Kimmell, szkolny atleta Troy Perkins w filmie przygodowym Goonies (The Goonies, 1985) oraz Bob Joiner, filmowy gwałciciel Jodie Foster, w dramacie Oskarżeni (The Accused, 1988). Gościnnie pojawił się w licznych serialach telewizyjnych.
W 1992 debiutował w roli scenarzysty, tworząc skrypt do komedii Kim jesteś, Monkey Zetterland? (Inside Monkey Zetterland). W filmie, promowanym nazwiskami takich sław, jak Sofia Coppola, Tate Donovan, Rupert Everett, Bo Hopkins czy Patricia Arquette, Antin wcielił się także w bohatera tytułowego.
W latach 90. aktor wystąpił w kilku projektach o tematyce LGBT, między innymi dramacie Moje przyjęcie (It's My Party, 1996) z Erikiem Robertsem i Margaret Cho. Wkrótce potem sam przyznał się publicznie do bycia gejem.
Kariery aktorskiej nie kontynuuje od roku 1998, poświęca się za to tworzeniu scenariuszy i reżyserowaniu. Jako reżyser zadebiutował dreszczowcem Dom Glassów: dobra matka (Glass House: The Good Mother, 2006), sequelem przebojowego Domu Glassów (The Glass House, 2001).
W 2010 wyreżyserował film muzyczny Burleska (Burlesque) z wokalistką Christiną Aguilerą obsadzoną w roli głównej.
Jest również twórcą teledysków oraz kaskaderem filmowym.
Na przestrzeni lat 80. spotykał się z producentem filmowym Davidem Geffenem.

## Wybrana filmografia

### filmy fabularne
- 1982: Ostatnia amerykańska dziewica (The Last American Virgin) jako Rick
- 1983: Sweet 16 (Sweet Sixteen) jako Hank Burke
- 1985: Goonies (The Goonies) jako Troy Perkins
- 1987: Zakład karny III (Penitentiary III) jako Roscoe
- 1988: Opowiadania wojenne z Wietnamu (Vietnam War Story II) jako Paulie / amerykański żołnierz
- 1987: Oskarżeni (The Accused) jako Bob Joiner
- 1992: Inside Monkey Zetterland jako Monkey Zetterland
- 1994: Cholerny świat (S.F.W.) jako Dick Zetterland
- 1996: Moje przyjęcie (It's My Party) jako Zack Phillips

### seriale TV
- 1985: Meandry wiedzy (Misfits of Science) jako oficer rakietowy
- 1986: Niesamowite historie (Amazing Stories) jako Bud
- 1995: Szeryf (The Marshal) jako Skye King
- 1994-1998: Nowojorscy gliniarze jako detektyw Nick Savino